# Seymour (Illinois)
Seymour – jednostka osadnicza w Stanach Zjednoczonych, w stanie Illinois, w hrabstwie Champaign.